# 鈴本美愉
鈴本美愉（日语：／ Suzumoto Miyu，1997年12月5日—）是日本偶像藝人，為女子偶像組合欅坂46的前成員，出生於愛知縣。

## 簡歷
鈴本在加入櫸坂46前曾為松竹藝能旗下偶像組合「☆NonSugar」的成員，與同為該組合前成員的乃木坂46三期生阪口珠美私交甚篤。
2017年12月31日，櫸坂46與總主持人内村光良在第68回NHK紅白歌合戰上演企劃中共同演出《不協和音》時，鈴本美愉因過度呼吸而失去意識後仰倒下。此外，平手友梨奈和志田愛佳也同樣出現過度呼吸症狀不適，但三人經在場護理師檢查確認後未有送院就醫。
2020年1月23日，櫸坂46營運單位在官網發表鈴本美愉畢業的公告，並即時生效。
2020年7月，鈴本美愉及志田愛佳宣佈合作開設YouTube頻道，第一段影片二人一邊喝酒一邊大談戀愛經驗，内容引发粉丝不满。

## 參與歌曲
櫸坂46
| 歌曲         | 發售日期       | 索尼編碼      |
| ------------ | -------------- | ------------- |
| 單曲         |                |               |
| 沉默的多數   | 2016年4月6日   | SRCL-9035/41  |
| 世界上只有愛 | 2016年8月10日  | SRCL-9147/53  |
| 兩人季節     | 2016年11月30日 | SRCL-9267/73  |
| 不協和音     | 2017年4月5日   | SRCL-9394/402 |
| 就算風吹     | 2017年10月25日 | SRCL-9581/9   |
| 打破玻璃！   | 2018年3月7日   | SRCL-9736/44  |
| 矛盾心理     | 2018年8月15日  | SRCL-9922/30  |
| 黑羊         | 2019年2月27日  | SRCL-9983/90  |
| 音樂專輯     |                |               |
| 抹黑純真     | 2017年7月19日  | SRCL-9482/8   |

坂道AKB
- 初恋之门（2019年3月13日、KIZM-90615/6）

## 外部連結
- 鈴本美愉的Instagram帳戶